# Avenida del Libertador Brigadier General Juan Antonio Lavalleja
La Avenida del Libertador es una importante avenida de Montevideo (Uruguay). Se articula según un eje sur-norte, desde la Plaza del Entrevero hasta la explanada del Palacio Legislativo, atravesando los barrios de Centro y La Aguada. A mitad de su recorrido confluye con la Plaza Isabel de Castilla.
Oficialmente denominada «Avenida del Libertador Brigadier General Juan Antonio Lavalleja», su nombre homenajea a quien fuese jefe de los Treinta y Tres Orientales, en la lucha independentista de la Banda Oriental. A lo largo de su recorrido se erigen numerosos edificios de gran importancia.

## Historia
Primitivamente se la denominó como «Avenida Agraciada», pero en la década de 1920, se llevó a cabo un ambicioso proyecto denominado «Diagonal Agraciada» que consistió en el ensanchamiento de la arteria –en el marco de la construcción del Palacio Legislativo en el extremo norte–, motivo por el cual debieron demolerse algunos edificios, tales como la fachada original de la Basílica Nuestra Señora del Carmen. La avenida unió la recién inaugurada sede del parlamento, con la zona céntrica de la ciudad, y se complementó en la década de 1940, con la construcción de edificios gubernamentales como de la Casa Matriz del Banco de Seguro y la sede de la Administración Nacional de Combustibles, Alcohol y Portland.
En la década del setenta y coincidiendo con el aniversario del Desembarco de los Treinta y Tres Orientales, recibió su denominación actual, en homenaje al General Juan Antonio Lavalleja, jefe de los Treinta y Tres Orientales.
Tiene reglamentada la altura de edificación: todos los edificios deben alcanzar una altura obligatoria, para así conformar un efecto de perspectiva paisajística.

## Sitios de interés

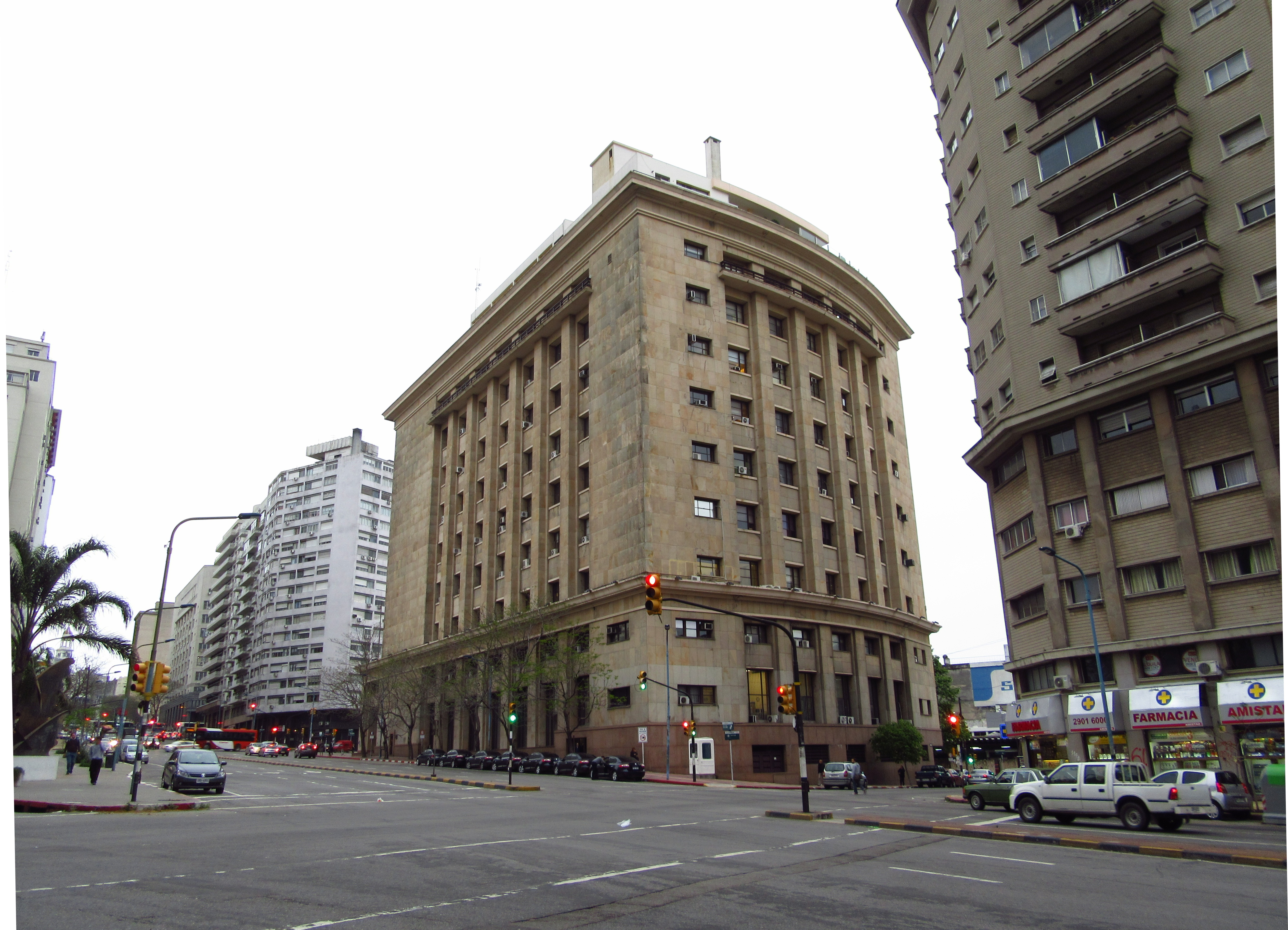
Avenida del Libertador en su intersección con la calle Cerro Largo

En el recorrido de la Avenida Libertador dentro de los límites del barrio Centro, se encuentran diferentes edificios gubernamentales, como las sedes de la Administración Nacional de Educación Pública, de la Administración Nacional de Combustibles, Alcoholes y Portland y del Banco de Seguros del Estado. Otros inmuebles de importancia que se erigen sobre la avenida son la casa matriz del Automóvil Club del Uruguay y el Centro Militar –construido en 1942, como institución social, cultural y deportiva para los integrantes de las Fuerzas Armadas–.

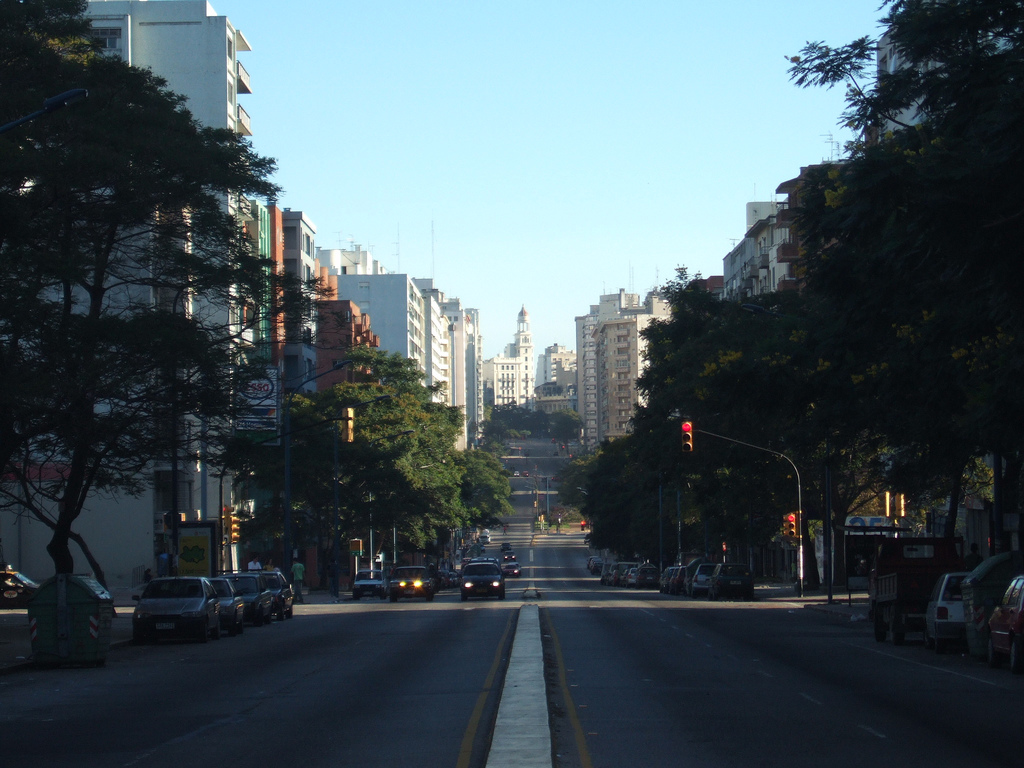
Vista al lado sur de la avenida

En la intersección de la avenida con la calle La Paz, se encuentra la Plaza Isabel de Castilla, que marca el límite del barrio Centro con La Aguada. Asimismo, la avenida sufre una bifurcación en que da origen a la calle Gral. Rondeau. En el trayecto que comprende este barrio se alzan edificaciones como el Instituto de Profesores Artigas, la Basílica Nuestra Señora del Carmen y el Colegio y Liceo Sagrada Familia. En su finalización, la Avenida del Libertador se intersecciona con la Avenida de las Leyes, que rodea al Palacio Legislativo del Uruguay.

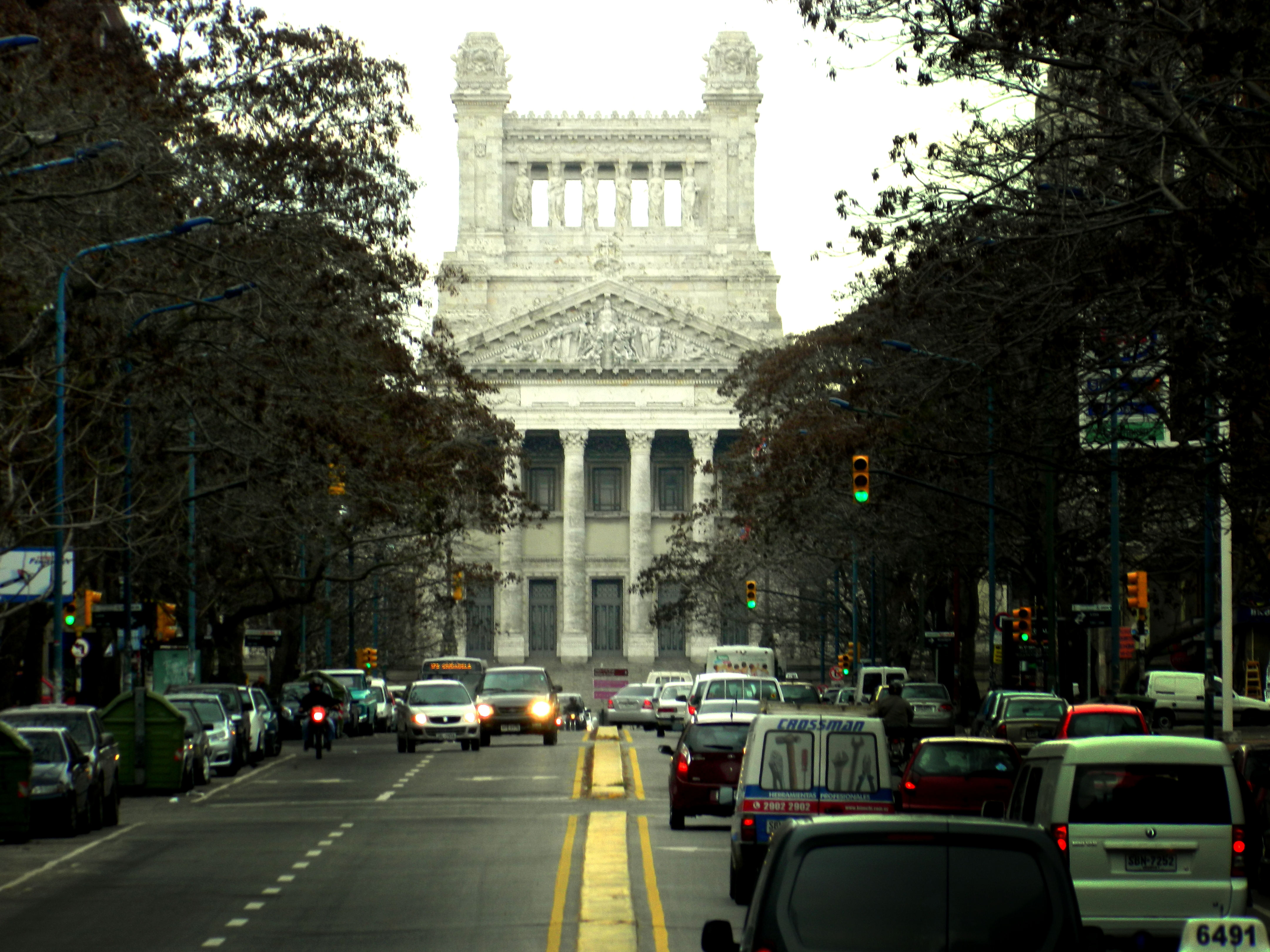
Vista al lado norte

Cada cinco años, con motivo  de una nueva toma de posesión presidencial, luego de prestar juramento ante la Asamblea General en el Palacio Legislativo, el presidente y Vicepresidente entrantes desfilan por la Avenida del Libertador hasta la Plaza Independencia, siendo escoltados por el Cuerpo de Blandengues.

## En la cultura popular
- Un comercial de Lipton Ice Tea, Join the Dance, protagonizado por Hugh Jackman, recurrió a la Avenida del Libertador como una de sus locaciones principales.[13]

## Imágenes

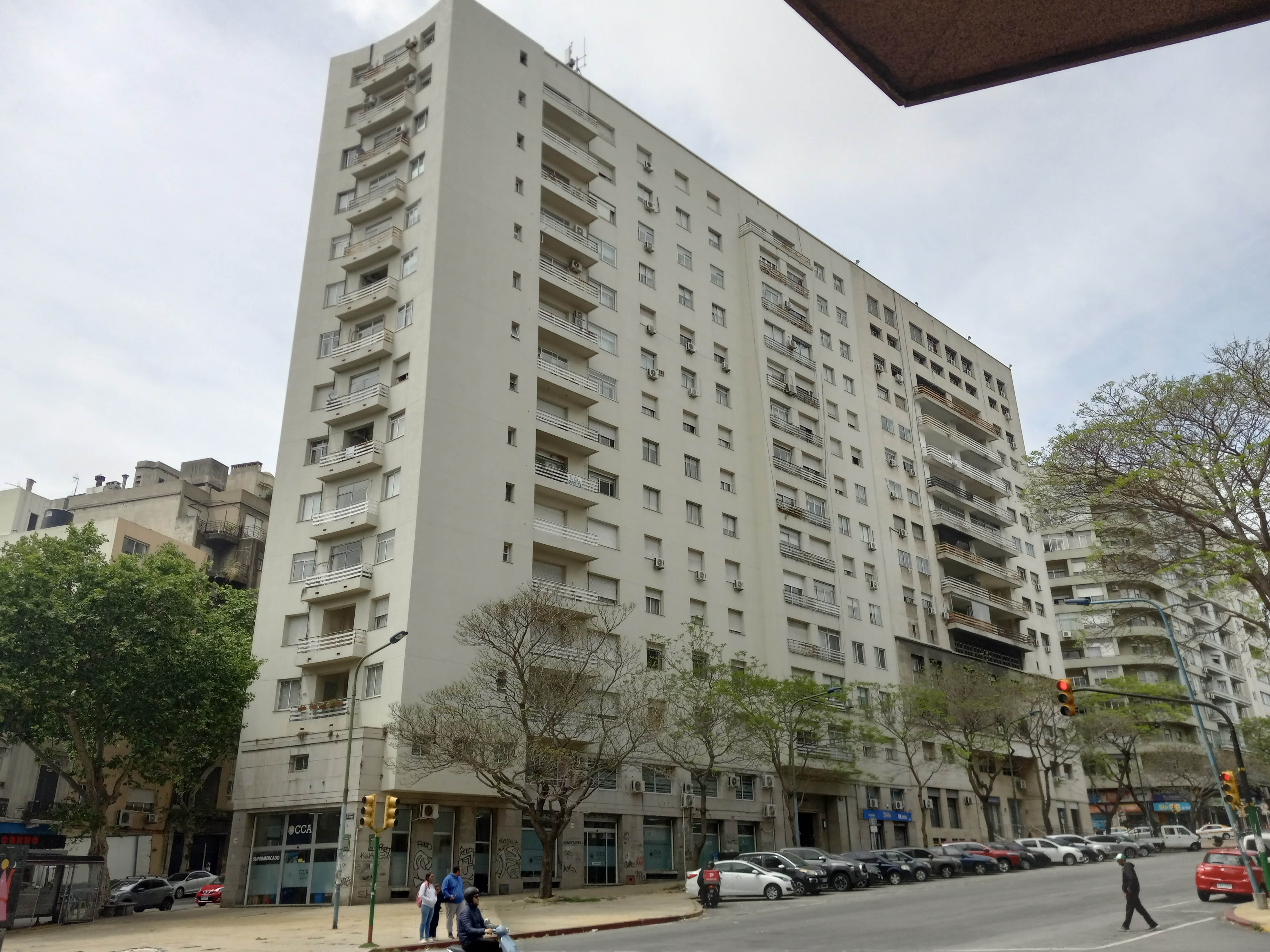
Edificio 14 de Mayo
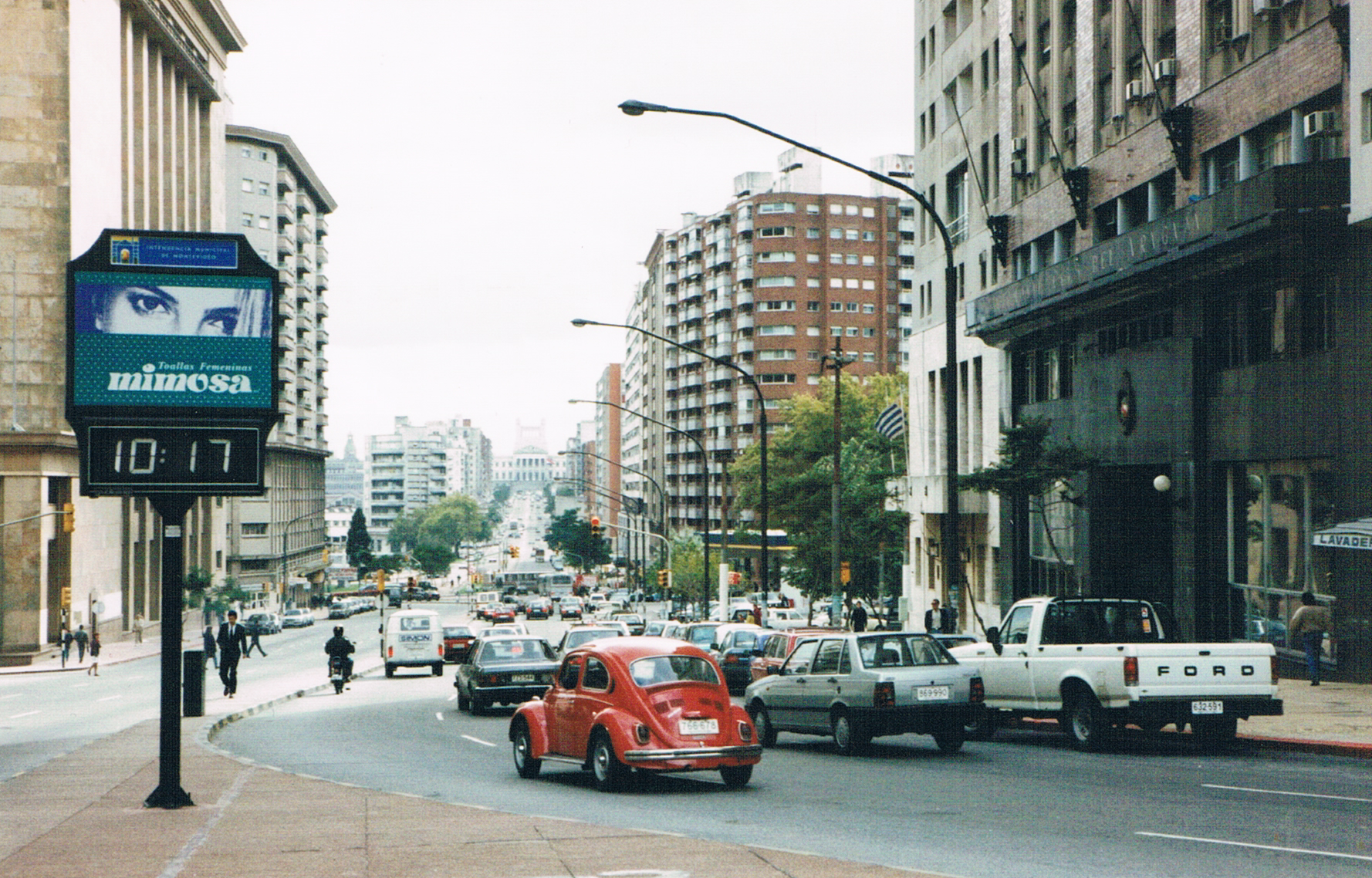
Vista desde el lado sur
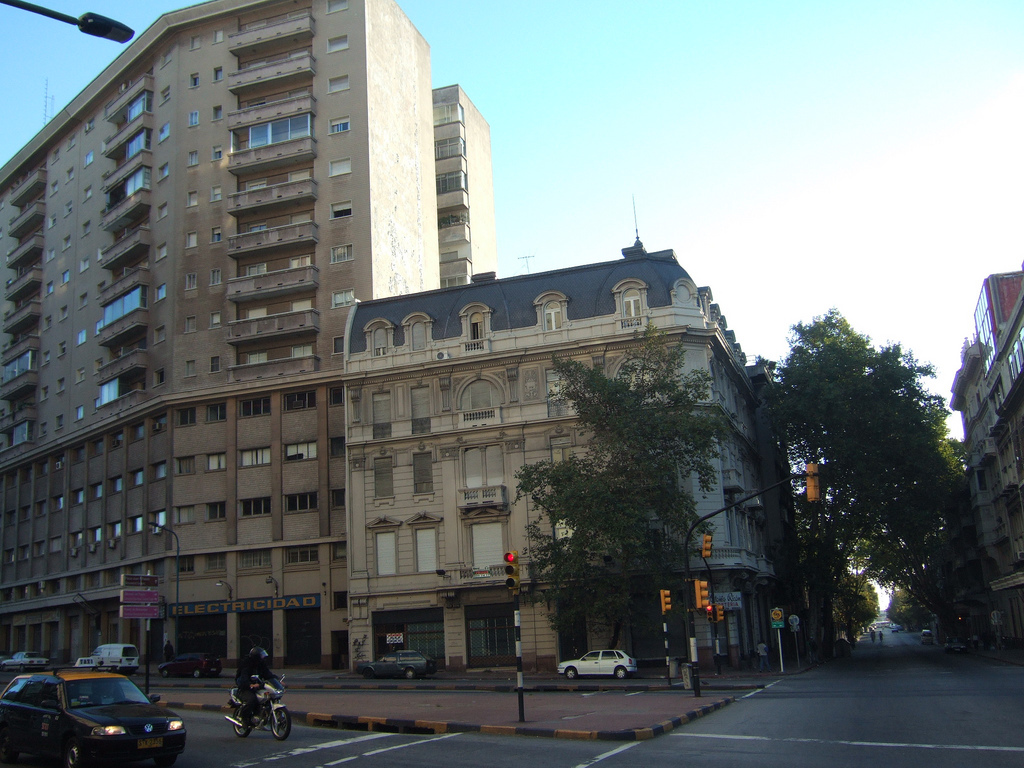
Intersección entre Avenida del Libertador y la calle Galicia
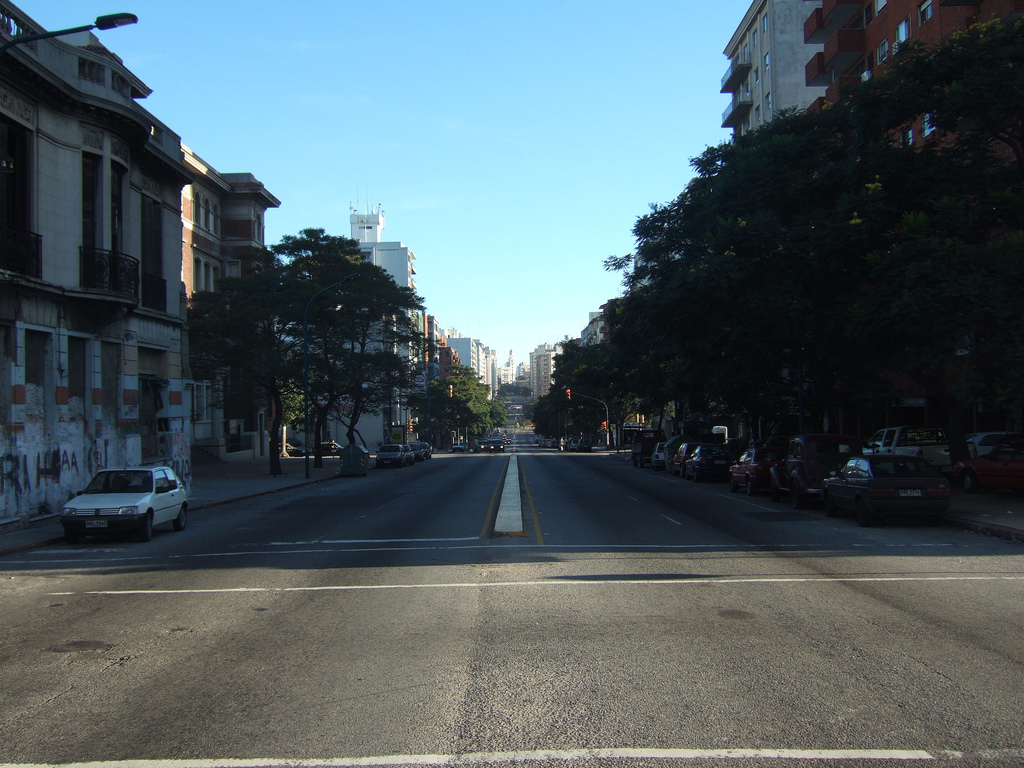
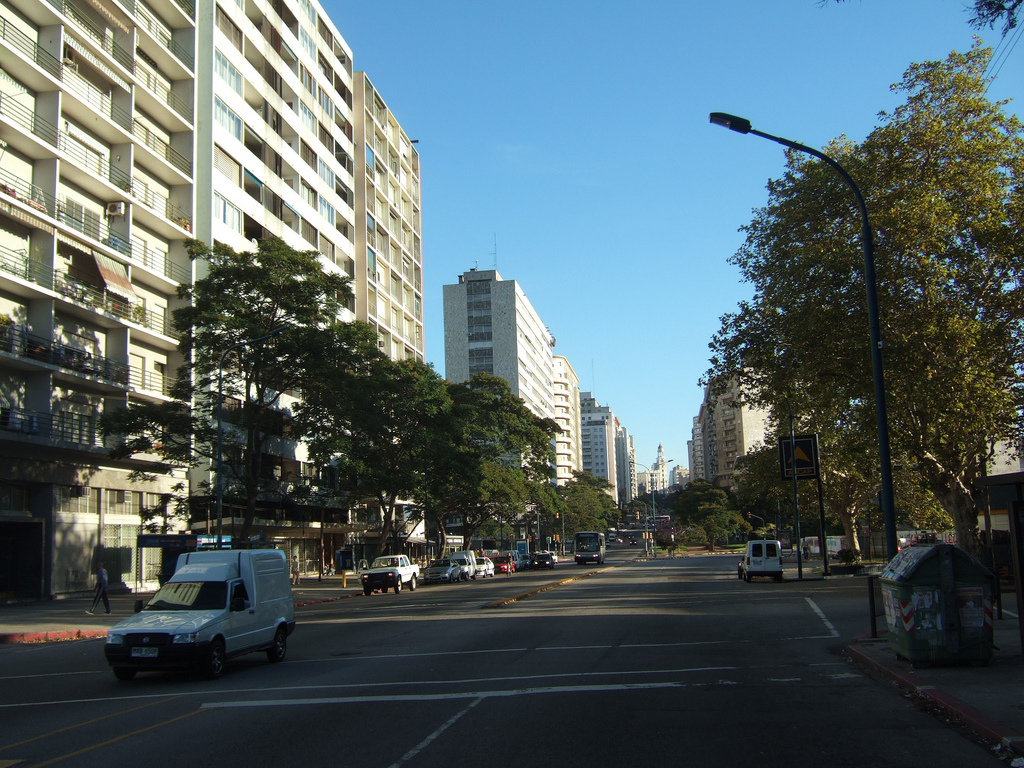
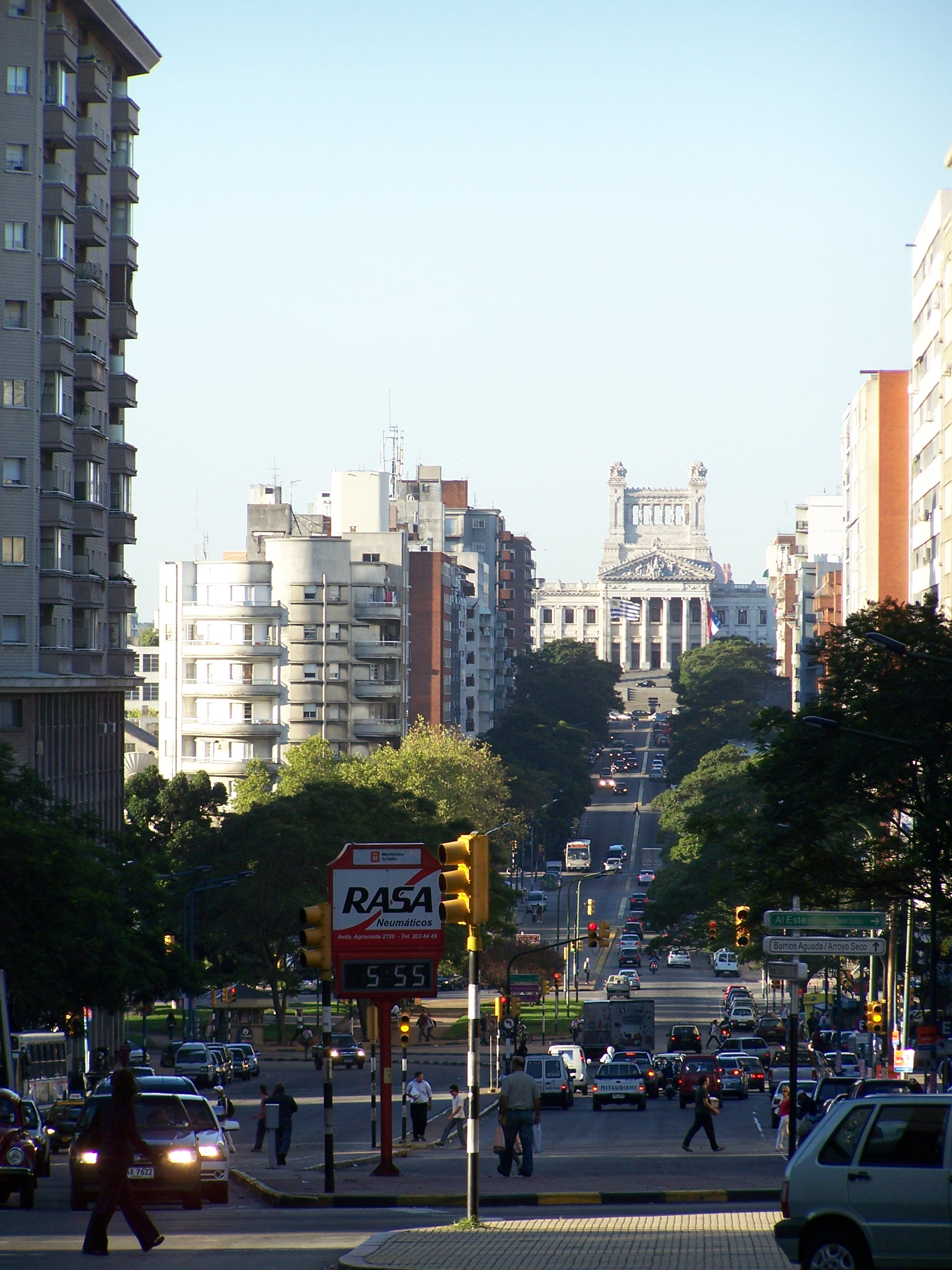
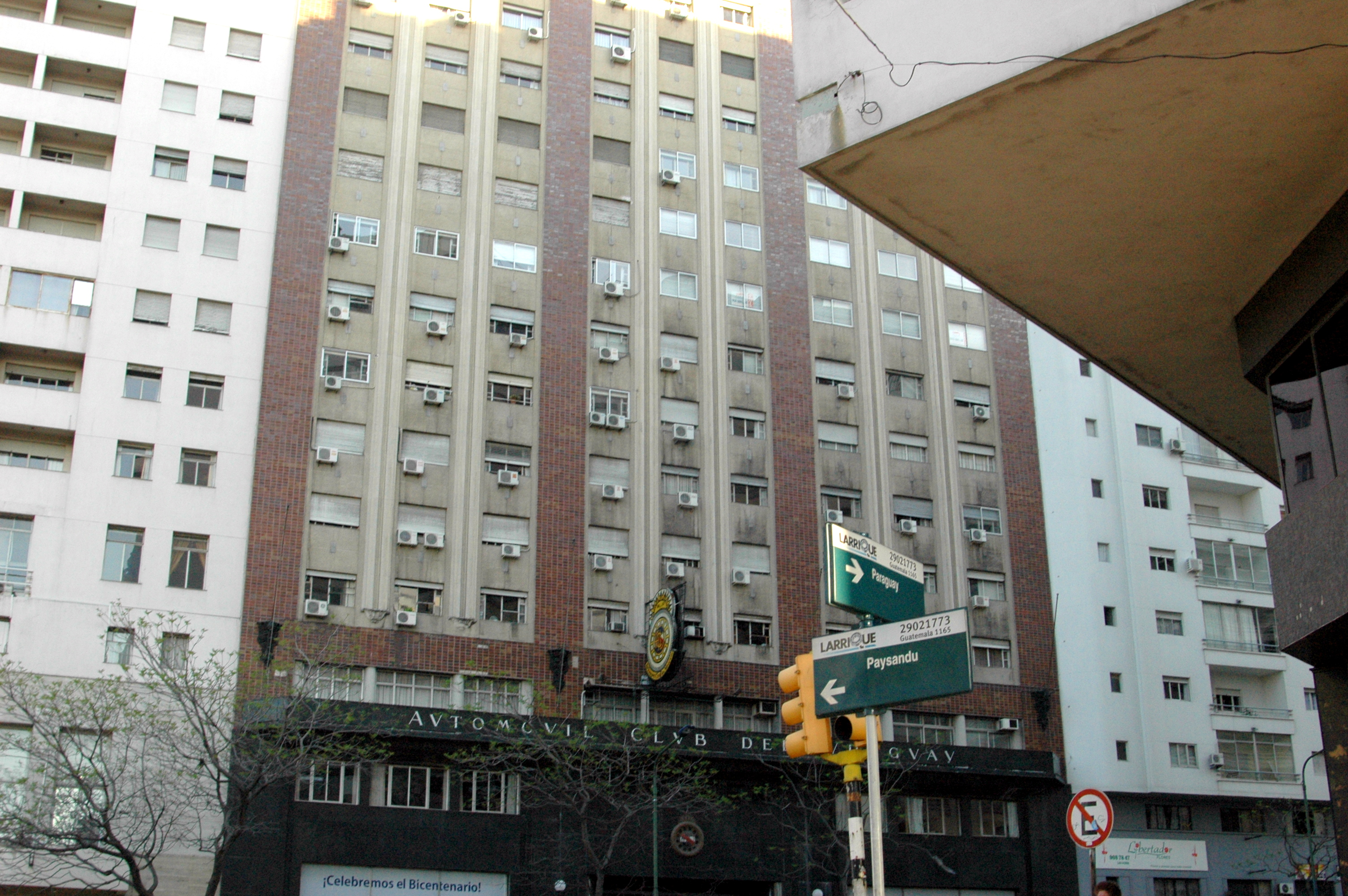
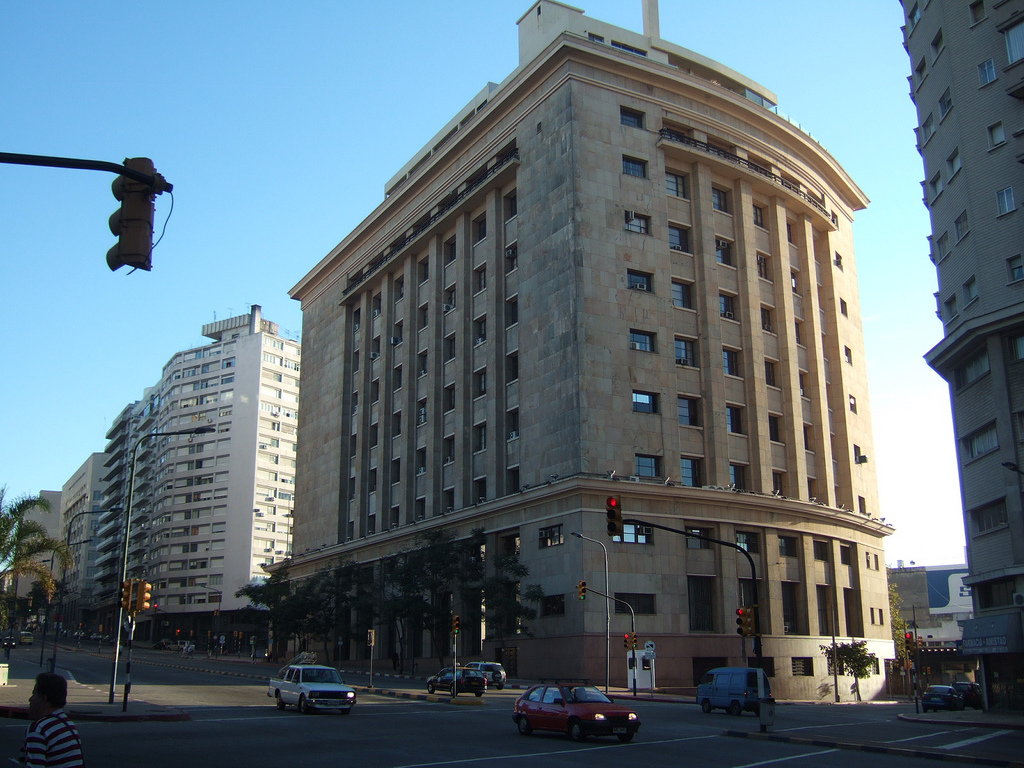

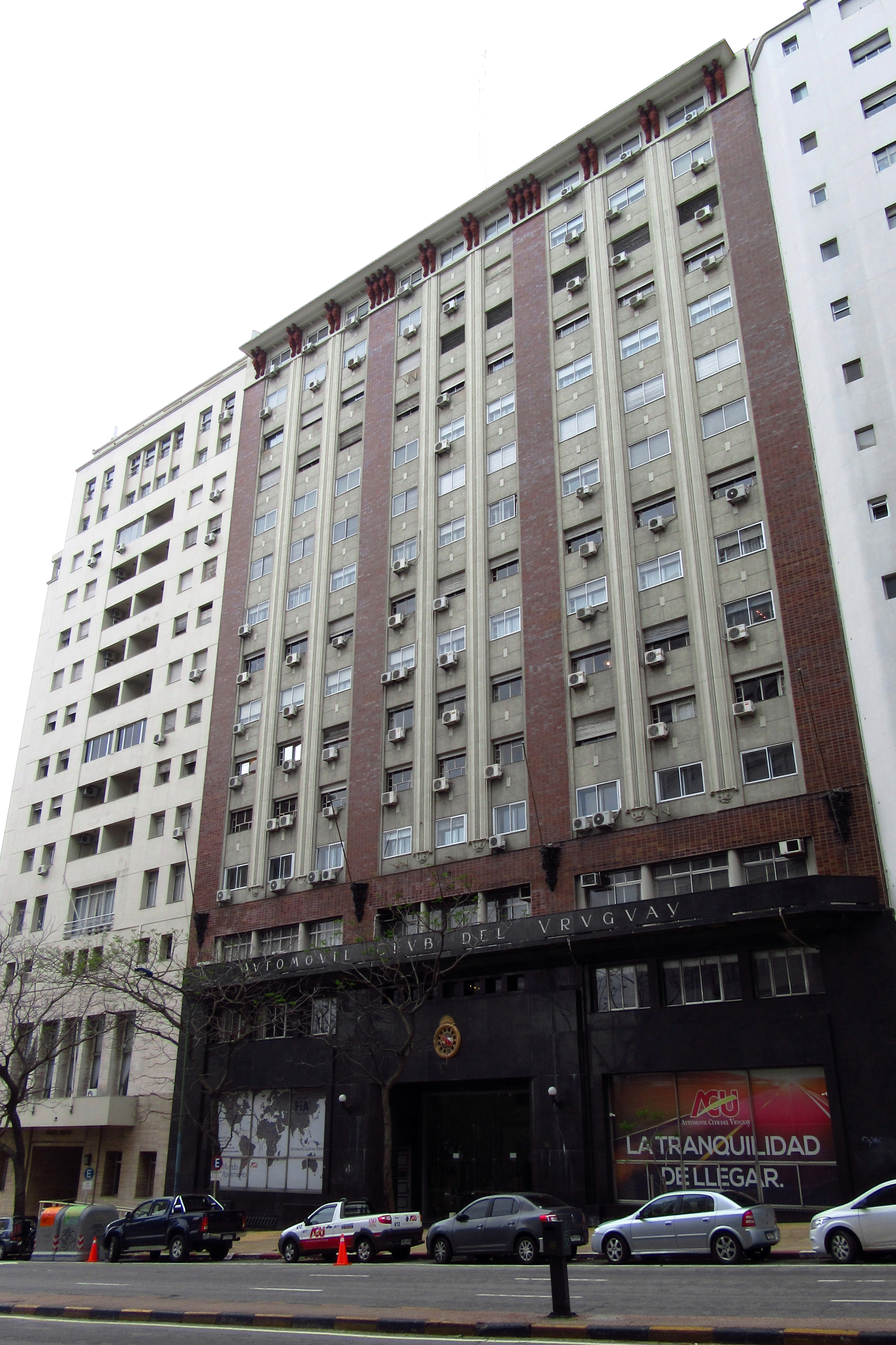
Sede del Automóvil Club del Uruguay
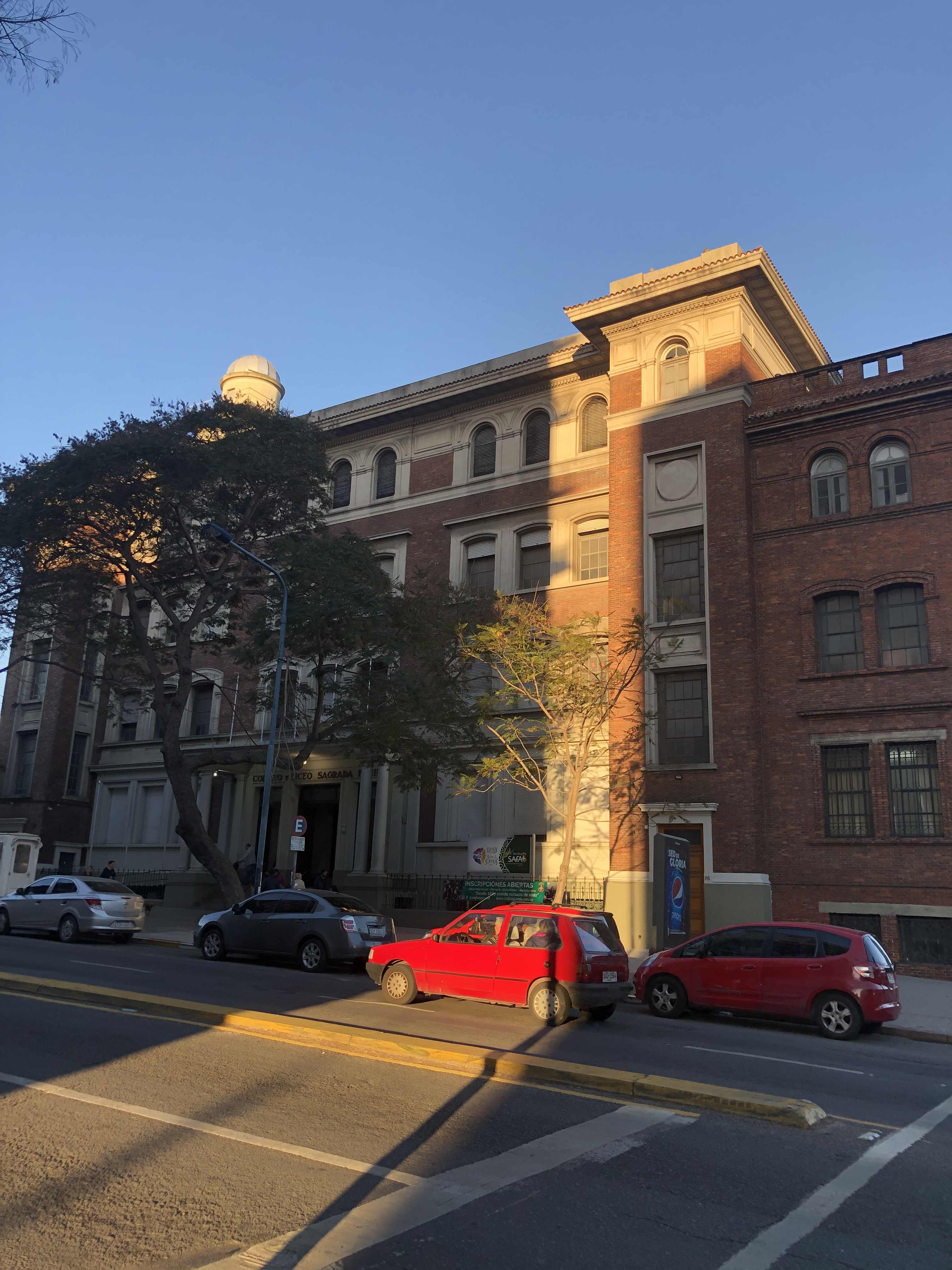
Colegio y Liceo Sagrada Familia
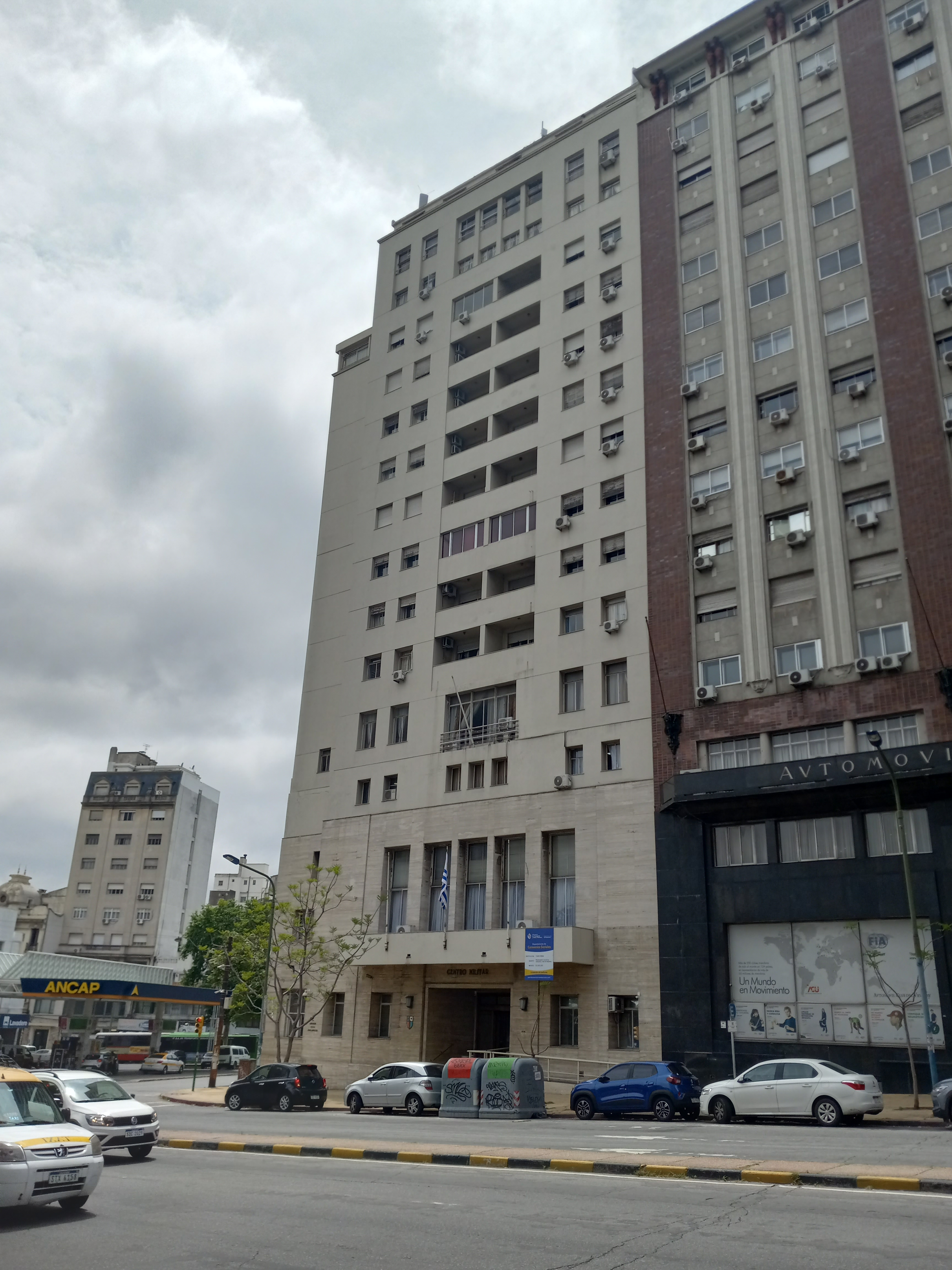
Centro Militar